# Demon Hunter (musikalbum)
Demon Hunter är det första albumet av bandet med samma namn. Det gavs ut den 10 oktober 2002.

## Låtlista
1. "Screams of the Undead" - 4:34
2. "I Have Seen Where It Grows" - 3:15
3. "Infected" - 3:08
4. "My Throat Is an Open Grave" - 3:54
5. "Through the Black" - 4:27
6. "Turn Your Back and Run" - 3:47
7. "And the Sky Went Red" - 0:29
8. "As We Wept" - 3:42
9. "Broken Upper Hand" - 4:29
10. "Gauntlet" - 6:56